# Cheney (Francja)
Cheney – miejscowość i gmina we Francji, w regionie Burgundia-Franche-Comté, w departamencie Yonne.
Według danych na rok 1990 gminę zamieszkiwało 249 osób, a gęstość zaludnienia wynosiła 42 osoby/km² (wśród 2044 gmin Burgundii Cheney plasuje się na 663. miejscu pod względem liczby ludności, natomiast pod względem powierzchni na miejscu 1180.).